# Fantastic Four: Rise of the Silver Surfer
Fantastic Four: Rise of the Silver Surfer er en amerikansk superhelt film fra 2007, instrueret af Tim Story.

## Medvirkende
- Ioan Gruffudd som Reed Richards/Mr. Fantastic
- Jessica Alba som Susan Storm/Invisible Woman
- Chris Evans som Johnny Storm/The Human Torch
- Michael Chiklis som Ben Grimm/The Thing
- Doug Jones som Silver Surfer/Norrin Radd
- Laurence Fishburne som Silver Surfer (stemme)
- Julian McMahon som Doctor Doom
- Kerry Washington som Alicia Masters
- Andre Braugher som General Hager
- Beau Garrett som Frankie Raye
- Moneca Delain som Party Pige #2